# Demon zimna
Demon zimna (ang. Snowman) – czwarta część cyklu Rook Grahama Mastertona, powstała w 1997 roku. 
Demon Zimna przedstawia dalsze perypetie Jima Rooka – nauczyciela języka angielskiego w drugiej klasie specjalnej. Tym razem Rook musi rozwiązać zagadkę pojawienia się Demona Zimna, dążącego do zabicia nowego ucznia, Jacka Hubbarda. Zjawa omylnie jednak eliminuje uczniów anglisty, przez co Rook bierze sprawę w swoje ręce i wyrusza w podróż na Alaskę.

## Opis fabuły
Do klasy drugiej specjalnej, Jima Rooka dołącza nowy uczeń z Alaski, Jack Hubbard. Od tej pory w szkole zaczynają dziać się dziwne rzeczy. Pierwsza sytuacja zdarzyła się na korytarzu, kiedy Jim pił zamarzniętą wodę. Tego dnia podczas jednej z lekcji zamarzła cała męska toaleta, w której znaleziono kota pod postacią kostki lodu. Laura ożywiła zwierzę, a nauczyciel przygarnął je nazywając Tibbles Dwa. Jim błędnie myślał, iż wszelkie dziwne zdarzenia odbywają się przez jego pobyt w szkole. Kiedy Rayowi, jednemu z uczniów Rooka przymarzły ręce do poręczy i akcja zakończona została ich amputacją, wychowawca postanowił porozmawiać z Jackiem. Ten opowiedział mu o dziwnym zachowaniu swojego ojca. Na spotkaniu z rodzicem Jim dowiedział się o istnieniu potężnego Demona, zjawy potępionej przez Boga, która miała za zadanie ratować zbłądzonych w śnieżycy wędrowców. W szkole odbywa się kolejny wypadek. Tym razem tonie Susie. Jim postanawia odbyć podróż na Alaskę, na którą wybierają się Hubbardowie i czarna kotka. Celem wyprawy ma być zniszczenie potwora w Domu Martwego Człowieka, który założony był przez rozbitka z Titanica. Podczas wyprawy ginie ojciec Jacka, jednak ocaleli kontynuują podróż. Ostatecznie docierają do celu i tam zabijają Demona.

## Bohaterowie
- Jim Rook – nauczyciel języka angielskiego, wychowawca drugiej klasy specjalnej. Posiada niesamowity dar widzenia zmarłych. Całkowicie oddaje się swojej pracy, jest uczciwy, odpowiedzialny, ale zarazem porywczy i nieprzewidywalny. W tej części zaiskrzyło między nim a koleżanką z pracy, nauczycielką biologii.

- Karen – nauczycielka biologii, ukochana Jima. Jest to osoba pedantyczna, uporządkowana.

- Mervyn – przyjaciel Jima, homoseksualista, piosenkarz. Wspomaga Jima w każdej złej chwili, potrafi świetnie gotować, opiekuje się wszystkimi mieszkańcami swojego budynku.

- Jack Hubbard – nowy uczeń drugiej klasy specjalnej. Jack jest osobą spokojną, małomówną, boi się otaczającej go rzeczywistości, przeczuwa, że wraz z ojcem przed czymś uciekają. Jest on głównym powodem pojawienia się Demona Zimna, który przybył po jego duszę.

- John Hubbard – ojciec Jacka. Podczas podróży na Alaskę ofiarował duszę swojego syna tamtejszej zjawie. Nie był w pełni świadomy, co robi. Pragnie uchronić potomka przed zgubą, dlatego wciąż się przeprowadza. Zostaje zastrzelony podczas powtórnej wyprawy na Alaskę.

- Susie Wintz – uczennica Jima, utonęła w basenie, podczas gdy Demon Zimna utworzył grubą taflę na powierzchni wody. Została wyłowiona przez wychowawcę, jednak nie udało mu się jej uratować.

- Laura Killmeyer – uczennica Jima pasjonująca się czarną magią. Pomogła nauczycielowi w ujrzeniu Demona, dając mu lusterko.